# ソルフェージュ (ゲーム)
『ソルフェージュ』とは2007年12月21日に工画堂スタジオが発売した一般向けPCゲームで、同社が発売するミュージックアクションゲームシリーズの1つ。桜立舎学苑を舞台に主人公「宮藤かぐら」が憧れの人に想いを伝えることを目指すアドベンチャーゲーム。ゲームは主にアドベンチャーパート、ミュージックアクションパートの2パートから成っている。
2008年12月18日にガンホー・ワークスからPlayStation Portable版『ソルフェージュ〜Sweet harmony〜』が発売された。
2009年11月5日に工画堂スタジオから『ソルフェージュ』と『ソルフェージュ〜Sweet harmony〜』の内容を統合して追加要素や新曲を追加した一般向けPCゲームとして『ソルフェージュ〜La finale〜』が発売された。
2009年には『コミック百合姫』で漫画作品が連載された。

## PSP版の追加要素
PSP版はWindows版と比較して、以下の追加要素がある。
- ミュージックアクションパートの難易度が低下。
- エンディングが3種類から10種類に増加。
- シナリオの大幅加筆、CGを多数追加。
- 新キャラクターの上月未羽と二波織歌を追加。
- Windows版ではサブキャラクターだった二条院琴美が、攻略可能キャラに昇格。
- 新曲を3曲追加。

PSP版への移植にあたって、本来は垣之内雅とフローレンス＝M＝スミスも攻略対象キャラにする予定だったのだが、容量不足を理由に見送られている。

## 限定版と通常版の差異
PSP版は通常版の他に限定版も発売され限定版にはドラマCD『ビフォアー・クリスマスパーティー』、アンソロジーコミック、栞3枚、PSP版の新曲が収録されたサントラCDが同梱された。

## あらすじ
主人公の宮藤かぐらは、再従姉妹の高屋すくねに会いたい一心で桜立舎学苑への編入試験を受け見事に合格する。念願のすくねとの再会を果たすが、何故かすくねは彼女に関することをあまり覚えていないようだった。
かぐらは日々を過ごす中で、すくねと昔のような関係に戻れるか模索する。

## 登場人物
宮藤かぐら（みやふじ かぐら）
声 - 榊原ゆい
本作品の主人公で、フォルテール奏者の1人。優柔不断で運動オンチ。おまけに泣き虫。
ちほとは幼少時から付き合いのある幼馴染で、親友同士。ミルムという黒猫を飼っている。すくねとは再従姉妹（はとこ）の関係で過去に深い仲になったが、両親の仕事の都合で3年間海外に住むことになりすくねと離れ離れになってしまう。3年後、すくねに会いたい一心で桜立舎学苑への編入試験を受け見事に合格。
。明るく優しい性格でクラスメイトから慕われているが、生徒たちの憧れの的であるすくねに気に入られているということで、まりや雅のように彼女のことを目の仇にする生徒も少なくない。
2011年に工画堂スタジオから発売された「白衣性恋愛症候群」にて、後にプロのフォルテール奏者になったことが明かされている。
高屋すくね（たかや すくね）
声 - たかはし智秋
学園の生徒会長で、生徒たちの憧れの的である。容姿端麗、才色兼備、資産家の娘で将来も有望。フォルテール奏者の1人でもある。
かぐらとは再従姉妹（またいとこ）の関係で、過去にかぐらとチューターの契りを交わし深い仲になった事があるのだが、かぐらが家庭の事情で3年間海外に住む事になり離れ離れになってしまう。そして3年後、桜立舎学苑の編入試験に合格したかぐらと3年ぶりに再会するものの何故か彼女との会話の中で違和感を覚え始める
それでも彼女はかぐらにどこか親近感を持ち、かぐらと一緒に昼食を食べるなどとても親しそうに接している。
「白衣性恋愛症候群」にて、後に桜立舎学苑の教師になり、時折かぐらと会っていることがほのめかされている。
ゆうな
声 - たかはし智秋
フォルテールを使って路上ライブを行う、ストリートミュージシャン。男勝りで強気の性格をしている。本名、年齢、経歴など一切不明。偶然出会ったかぐらと路上ライブでセッションをしたことをきっかけにかぐらと親しくなり、それ以来かぐらの事を妹のように思っている。その面影はすくねによく似ている。
幸村ちほ（こうむら ちほ）
声 - 伊月ゆい
かぐらの幼馴染で、琴美とは寮の同じ部屋に住むルームメイト。大食い故、かぐらから「食欲魔人」と呼ばれている。
両親は有名な音楽家。幼少時から英才教育を受けて来た為、いろんな楽器を器用に演奏することが出来るが、資格を持っていないのでフォルテールは扱えない。両親からは音楽への道に進むことを期待されている一方、本人は大の動物好きであり、将来は獣医になりたいと考えている。
天野まり（あまの まり）
声 - 今井麻美
生徒会のメンバーの1人で、役職は書記。フォルテール奏者の1人でもあり、校内でも5本の指に入る程の実力を持っている。すくねに憧れる一方、すくねに気に入られているかぐらへの嫉妬から、かぐらに対して高圧的な態度で接してくる。だが対称的に琴美のことを妹のように大切に想っており、彼女に対してだけは一転してとても優しい態度になる。
二条院琴美（にじょういん ことみ）
声 - 藤田咲
ツインテールが特徴の女の子で、生徒会のメンバーの1人。物静かであまり喋らないが、それでも性格自体は明るく芯はとても強い。ちほとは寮の同じ部屋に住むルームメイト。料理が得意で、毎日ちほの為にお菓子を作ってあげている。
過去にフォルテールの英才教育を受けていたが、小さい音しか出せずに伸び悩み、声楽に転向したという経歴を持っている。これはPSP版で攻略可能キャラに昇格した際に、新たに付け加えられた設定である。
垣之内雅（かきのうち みやび）
声 - 今野宏美
生徒会のメンバーで、役職は会計。日本人とギリシャ人のハーフ。まりとは寮のルームメイトで親友でもあるが、今では彼女の事を毎日のようにからかって楽しむことが日課となってしまっている。
彼女もまたすくねに気に入られているかぐらのことが気に入らないようで、かぐらに対して敵意をむき出しにしている。
フローレンス＝M＝スミス
声 - 笹島かほる
桜立舎学苑で勤務する外国人の英語教師で、かぐら、ちほ、琴美の担任を務めている。かぐらの入学試験の時に一声掛けて励ましてあげたり、織歌や未羽の校内の案内の時も両者との接し方を熟知した雰囲気があり、教師としても人としても立派な人である。
高屋葵（たかや あおい）
声 - 稲田佳乃香
すくねの祖母で、かぐらの下宿先の大家。桜立舎学苑の生徒会OBでもある。仕事の都合で海外に住んでいるかぐらの父から、かぐらの世話を任されている。
上月未羽（こうづき みう）
声 - 仁後真耶子
PSP版の新キャラクター。かぐらの1年後輩で、織歌の友人。底抜けに明るい性格をしている。フォルテールは弾けないが歌うことが大好きで、携帯電話をマイク代わりにして歌っている。路上で偶然聴いたかぐらのフォルテールの演奏に感動し、かぐらに憧れて桜立舎学苑に入学した。
二波織歌（ふたみ おりか）
声 - 加藤雅美
PSP版の新キャラクター。かぐらの1年後輩で、未羽の友人。フォルテール奏者の1人で周囲から天才と称される程の才能と実力の持ち主であるが、彼女自身はそのことに嫌悪感を持っている。未羽とは正反対で物静かで大人しい性格をしている。彼女もまた路上で偶然聴いたかぐらのフォルテールの演奏に感動し、かぐらに憧れて桜立舎学苑に入学した。

## 物語の重要用語
フォルテール
魔道楽器と呼ばれているピアノ型のキーボードの楽器で、本作品の最重要キーワード。特別な魔力を持つ者でなければ弾く事は出来ず、資格無き者は音を出す事すら出来ない。桜立舎学苑でも扱える者はかぐら、すくね、まり、織歌を含めた20人程度しかいない。すくねはフォルテールの事を「人の心を移す鏡」だと例えている。
なお桜立舎学苑の生徒ではないが、ゆうなもフォルテールを扱う事が可能。
桜立舎学苑
本作品の舞台となる私立の女子校。全国的に知名度が非常に高くて人気もあるお嬢様学校で、毎年のように受験希望者が殺到している。それ故に競争倍率は非常に高く、並大抵の事では入学する事は出来ない。寮を完備させており、希望者は全員寮生活を送る事が可能。
チューター
桜立舎学苑にある制度で、共に勉学を育む為のパートナーを組む事。ただし学校側の思惑とは裏腹に、生徒たちには愛の告白と同義に扱われる事が多い。過去にかぐらとすくねがチューターを組んだ事がある。

## 関連商品
ソルフェージュ〜Overture〜
2007年6月29日発売。榊原ゆいによる主題歌2曲と、PC版の体験版を収録したプレリュードディスク。
ドラマCD「桜の苑へようこそ！」
2008年1月18日発売。かぐら、ちほ、琴美が登場する『親友編』とすくね、まり、雅が登場する『先輩編』が収録されたドラマCD。
ドラマCD Season2「なつのおもいで」
2008年8月15日発売。PC版のシナリオとPSP版追加シナリオを繋ぐ物語を描いたドラマCD。
ドラマCD Season3「ふゆのひとこま」
2009年1月9日発売。2008年9月に行われたイベントで発表されたシナリオを元に、台本とは違う方向性で収録されたドラマCD。

## 書誌情報
- パルプライド編著 『ソルフェージュ〜Sweet harmony〜ビジュアル・ガイドブック』 ジャイブ、2008年、ISBN 978-4-86176-518-6
  - 2008年12月24日発売。本作のイベントグラフィックと設定資料、PSP版の攻略記事などを掲載したファンブック。
- さわななお（作画）・工画堂スタジオ くろねこさんちーむ/ガンホー・オンライン・エンターテイメント（原作） 『ソルフェージュ〜Sweet harmony〜』 一迅社〈百合姫コミックス〉、2010年6月1日初版発行（2010年5月18日発売）、ISBN 978-4-7580-7084-3

## 評価
4Gamer.netの田村眞治は、ミュージックアクションゲームとしてのシステムは練りこまれていると評価したものの、全作品を通じてプレイ可能な曲が6曲しかないため、エンディングルートが確定すると以降の曲目が固定されてしまい、少々寂しかったと指摘している。
また、田村はストーリーの選択肢がかぐらの行き先にかんするものばかりで、インパクトが薄まっていると指摘している。